# Nordamerikansk pika
Nordamerikansk pika (Ochotona princeps) är en däggdjursart som först beskrevs av Richardson 1828.  Nordamerikansk pika ingår i släktet Ochotona, och familjen Ochotonidae. IUCN kategoriserar arten globalt som livskraftig.

## Utseende
Arten når en absolut längd av 154 till 224 mm, inklusive en 4 till 24 mm lång svans. Vikten är 81,7 till 190 g, bakfötterna är 26 till 36 mm långa och öronen är 19 till 25 mm långa. Nordamerikansk pika har på ovansidan en päls som kan vara gråaktig med mera rödbrunt huvud eller svartbrun till rödbrun över hela kroppen. Före vinterns byts till en päls med längre hår och mer gråaktig utseende. Undersidan är täckt av ljusgrå päls. De avrundade öronen är täckta av korta bruna hår samt av vita hår vid kanten. Under våren får arten åter sommarpälsen. Tandformeln är I 2/1 C 0/0 P 3/2 M 2/3, alltså 26 tänder. Arten har ingen ljus krage som alaskapiphare och de delar inte heller utbredningsområde.
Nordamerikansk pika har fem fingrar vid framtassarna och fyra tår vid bakfötterna. Tummen är ganska liten och utrustad med en klo. På spåren som blir kvar när arten skuttar framåt ligger bakfötternas avtryck framför framtassarnas avtryck.

## Utbredning och habitat
Denna piphare förekommer i västra Nordamerika från södra British Columbia och sydvästra Alberta (Kanada) till Kalifornien och New Mexico (USA). Arten vistas i låglandet och i upp till 4100 meter höga bergstrakter. Habitatet utgörs av bergsängar eller andra öppna landskap som till exempel taluskon.

## Ekologi
Nordamerikansk pika är aktiv på dagen men den gömmer sig under dagens hetaste timmar. Den använder gärna underjordiska gömställen som skapades av andra djur. Liksom flera andra pipharar samlar arten under sensommaren och hösten gräs och andra gröna växter och skapar högar med hö. En individ har vanligen en större hög och flera mindre högar som försvaras mot artfränder. Denna piphare håller ingen vinterdvala. Den lever på vintern under snötäcket och livnär sig av förrådet samt delvis av växtdelar som finns kvar på ängen.
Djuret äter under årets varma månader gärna växter som blommar. Arten undviker dessa växter som den senare under året äter i torrt tillstånd. Växterna har en större andel fenol när de är fuktiga. Ochotona princeps kan stjäla förråd från murmeldjur och jordekorrar. Nordamerikansk pika är liksom de flesta andra hardjur koprofag. Den mjuka svarta spillningen som den äter är svart och har ungefär formen av en bit tandkräm. Senare bildas en rund och hård spillning.
Individerna lever i egna revir men aggressiviteten mellan exemplar som lever bredvid varandra är låg. Parningen sker mellan hannar och honor som lever granne med varandra. I flera fall är partnerskapet monogamt över flera år. Reviret markeras med vätska från körtlarna vid kinden.
Honor kan ha två kullar per år, den första när snön har försvunnit och kort efter födelsen parar sig honan på nytt. Vanligen överlever bara ungarna från en av kullarna. Dräktigheten varar cirka 30 dagar och sedan föds en till fem ungar, oftast tre. Antalet ungar beror på tillgång till föda och på födelsens tidpunkt. Ungarna föds blinda och hjälplösa med endast korta hår. De öppnar sina ögon efter cirka 9 dagar, börjar med fast föda efter cirka 12 dagar och avvänjas efter 21 till 28 dagar. Den första parningen sker efter vintern.
Pipharens största fiender är mindre mårddjur som kan jaga mellan stenar och håligheter. Ibland faller arten offer för prärievarg, björnar, falkfåglar eller örnar. Många pipharar dör under första levnadsåret. Annars kan arten leva ganska länge med maximal sju år.

## Underarter
Arten delas in i följande underarter:
- O. p. princeps
- O. p. figginsi
- O. p. saxatilis
- O. p. schisticeps
- O. p. taylori